# Lekkoatletyka na Letnich Igrzyskach Olimpijskich 2012 – bieg na 200 m kobiet
Bieg na 200 metrów kobiet był jedną z konkurencji lekkoatletycznych rozgrywanych podczas XXX Igrzysk Olimpijskich w Londynie.
Wyznaczone przez IAAF minima kwalifikacyjne wynosiły 23,10 (minimum A) oraz 23,30 (minimum B).
Obrończynią tytułu z Pekinu była Veronica Campbell-Brown, która w Londynie zajęła 4. miejsce. Przed rozpoczęciem olimpijskich zmagań, obok niej, w gronie faworytek do zdobycia złotego medalu wymieniane były najlepsza na listach światowych Allyson Felix, Carmelita Jeter oraz Shelly-Ann Fraser-Pryce.
Rywalizacja rozpoczęła się 6 sierpnia o 19:20 czasu londyńskiego, a finał odbył się dwa dni później o 21:00.

## Rekordy
Tabela przedstawia rekordy olimpijski, świata oraz poszczególnych kontynentów w tej konkurencji.
|                                                | Zawodniczka              | Wynik | Miejsce         | Data                      |
| ---------------------------------------------- | ------------------------ | ----- | --------------- | ------------------------- |
| Rekord świata                                  | Florence Griffith-Joyner | 21,34 | Seul            | 29 września 1988(dts)     |
| Rekord olimpijski                              | Florence Griffith-Joyner | 21,34 | Seul            | 29 września 1988(dts)     |
| Rekord Afryki                                  | Mary Onyali-Omagbemi     | 22,07 | Zurych          | 14 sierpnia 1996(dts)     |
| Rekord Azji                                    | Li Xuemei                | 22,01 | Szanghaj        | 22 października 1997(dts) |
| Rekord Ameryki Północnej, Środkowej i Karaibów | Florence Griffith-Joyner | 21,34 | Seul            | 29 września 1988(dts)     |
| Rekord Ameryki Południowej                     | Ana Cláudia Silva        | 22,48 | São Paulo       | 6 sierpnia 2011(dts)      |
| Rekord Europy                                  | Marita Koch              | 21,71 | Karl-Marx-Stadt | 10 czerwca 1979(dts)      |
| Rekord Australii i Oceanii                     | Melinda Gainsford-Taylor | 22,23 | Stuttgart       | 13 lipca 1997(dts)        |

## Przebieg zawodów
| Poz. – pozycja |
| – rekord świata \| – rekord krajowy \| – rekord życiowy \| = – wyrównany rekord życiowy \| · – najlepszy wynik w sezonie \| = – wyrównany najlepszy wynik w sezonie |
| Fn – falstart |
| * wyniki podawane w sekundach |

### Eliminacje

#### Bieg 1
| Poz. | Zawodniczka                  | Narodowość                           | Czas  | Uwagi |
| ---- | ---------------------------- | ------------------------------------ | ----- | ----- |
| 1    | Murielle Ahouré              | Wybrzeże Kości Słoniowej             | 22,55 | Q     |
| 2    | Aleksandra Fiedoriwa         | Rosja                                | 22,61 | Q     |
| 3    | Margaret Adeoye              | Wielka Brytania                      | 22,94 | Q,    |
| 4    | Allison Peter                | Wyspy Dziewicze Stanów Zjednoczonych | 23,00 | q     |
| 5    | Christy Udoh                 | Nigeria                              | 23,19 |       |
| 6    | Andreea Ogrăzeanu            | Rumunia                              | 23,46 |       |
| 7    | Anna Kiełbasińska            | Polska                               | 23,67 |       |
| 8    | Hinikissia Albertine Ndikert | Czad                                 | 26,06 |       |
| 99 ! | Marlena Wesh                 | Haiti                                | DNS   |       |

#### Bieg 2
| Poz. | Zawodniczka              | Narodowość        | Czas  | Uwagi |
| ---- | ------------------------ | ----------------- | ----- | ----- |
| 1    | Allyson Felix            | Stany Zjednoczone | 22,71 | Q     |
| 2    | Semoy Hackett            | Trynidad i Tobago | 22,81 | Q     |
| 3    | Janelle Redhead          | Grenada           | 23,08 | Q,    |
| 4    | Anyika Onuora            | Wielka Brytania   | 23,23 |       |
| 5    | Jelizawieta Sawlinis     | Rosja             | 23,23 |       |
| 6    | Gloria Hooper            | Włochy            | 23,25 |       |
| 7    | Debbie Ferguson-McKenzie | Bahamy            | 23,49 |       |
| 8    | Vida Anim                | Ghana             | 23,71 | SB    |
| 9    | Ndèye Fatou Soumah       | Senegal           | 23,89 |       |

#### Bieg 3
| Poz. | Zawodniczka        | Narodowość        | Czas  | Uwagi |
| ---- | ------------------ | ----------------- | ----- | ----- |
| 1    | Carmelita Jeter    | Stany Zjednoczone | 22,65 | Q     |
| 2    | Abi Oyepitan       | Wielka Brytania   | 22,92 | Q     |
| 3    | Sherone Simpson    | Jamajka           | 22,97 | Q     |
| 4    | Maria Belimbasaki  | Grecja            | 23,36 |       |
| 5    | Ana Cláudia Silva  | Brazylia          | 23,40 |       |
| 6    | Gloria Asumnu      | Nigeria           | 23,43 |       |
| 7    | Chisato Fukushima  | Japonia           | 24,14 |       |
| 8    | Gretta Taslakian   | Liban             | 24,49 |       |
| 99 ! | Cydonie Mothersill | Kajmany           | DNS   |       |

#### Bieg 4
| Poz. | Zawodniczka            | Narodowość                           | Czas  | Uwagi |
| ---- | ---------------------- | ------------------------------------ | ----- | ----- |
| 1    | Sanya Richards-Ross    | Stany Zjednoczone                    | 22,48 | Q     |
| 2    | LaVerne Jones-Ferrette | Wyspy Dziewicze Stanów Zjednoczonych | 22,64 | Q,    |
| 3    | Chrystyna Stuj         | Ukraina                              | 22,66 | Q,    |
| 4    | Kai Selvon             | Trynidad i Tobago                    | 22,85 | q,    |
| 5    | Iwet Łałowa            | Bułgaria                             | 23,01 | q,    |
| 6    | Eleni Artimata         | Cypr                                 | 23,09 | q,    |
| 7    | Norma González         | Kolumbia                             | 23,46 | SB    |
| 8    | Nercely Soto           | Wenezuela                            | 23,54 |       |
| 9    | Władisława Owczarenko  | Tadżykistan                          | 24,39 |       |

#### Bieg 5
| Poz. | Zawodniczka             | Narodowość | Czas  | Uwagi |
| ---- | ----------------------- | ---------- | ----- | ----- |
| 1    | Marija Riemień          | Ukraina    | 22,58 | Q,    |
| 2    | Myriam Soumaré          | Francja    | 22,70 | Q,    |
| 3    | Veronica Campbell-Brown | Jamajka    | 22,75 | Q     |
| 4    | Léa Sprunger            | Szwajcaria | 23,27 |       |
| 5    | Ezinne Okparaebo        | Norwegia   | 23,30 | NR    |
| 6    | Natalja Rusakowa        | Rosja      | 23,40 |       |
| 7    | Erika Chávez            | Ekwador    | 23,70 |       |
| 8    | Kirsten Nieuwendam      | Surinam    | 24,07 |       |
| 9    | Chan Seyha              | Kambodża   | 26,62 |       |

#### Bieg 6
| Poz. | Zawodniczka             | Narodowość | Czas  | Uwagi |
| ---- | ----------------------- | ---------- | ----- | ----- |
| 1    | Shelly-Ann Fraser-Pryce | Jamajka    | 22,71 | Q     |
| 2    | Anthonique Strachan     | Bahamy     | 22,75 | Q     |
| 3    | Jelizaweta Bryzhina     | Ukraina    | 22,82 | Q     |
| 4    | Evelyn dos Santos       | Brazylia   | 23,07 | q     |
| 5    | Crystal Emmanuel        | Kanada     | 23,10 | q,    |
| 6    | Marielis Sánchez        | Dominikana | 23,20 | SB    |
| 7    | Wiktoria Zjabkina       | Kazachstan | 23,49 |       |
| 8    | Nelkis Casabona         | Kuba       | 23,82 |       |
| 9    | Luan Gabriel            | Dominika   | 24,12 |       |

### Półfinał

#### Bieg 1
| Poz. | Zawodniczka             | Narodowość                           | Czas  | Uwagi |
| ---- | ----------------------- | ------------------------------------ | ----- | ----- |
| 1    | Veronica Campbell-Brown | Jamajka                              | 22,32 | Q,    |
| 2    | Carmelita Jeter         | Stany Zjednoczone                    | 22,39 | Q     |
| 3    | Myriam Soumaré          | Francja                              | 22,56 | q,    |
| 4    | Marija Riemień          | Ukraina                              | 22,62 |       |
| 5    | Anthonique Strachan     | Bahamy                               | 22,82 |       |
| 6    | Iwet Łałowa             | Bułgaria                             | 22,98 | SB    |
| 7    | Margaret Adeoye         | Wielka Brytania                      | 23,28 |       |
| 8    | Allison Peter           | Wyspy Dziewicze Stanów Zjednoczonych | 23,35 |       |

#### Bieg 2
| Poz. | Zawodniczka            | Narodowość                           | Czas  | Uwagi |
| ---- | ---------------------- | ------------------------------------ | ----- | ----- |
| 1    | Allyson Felix          | Stany Zjednoczone                    | 22,31 | Q     |
| 2    | Murielle Ahouré        | Wybrzeże Kości Słoniowej             | 22,49 | Q     |
| 3    | Semoy Hackett          | Trynidad i Tobago                    | 22,55 | q, =  |
| 4    | LaVerne Jones-Ferrette | Wyspy Dziewicze Stanów Zjednoczonych | 22,62 | SB    |
| 5    | Jelizaweta Bryzhina    | Ukraina                              | 22,64 | SB    |
| 6    | Sherone Simpson        | Jamajka                              | 22,71 |       |
| 7    | Evelyn dos Santos      | Brazylia                             | 22,82 | PB    |
| 8    | Eleni Artimata         | Cypr                                 | 22,92 | SB    |

#### Bieg 3
| Poz. | Zawodniczka             | Narodowość        | Czas  | Uwagi |
| ---- | ----------------------- | ----------------- | ----- | ----- |
| 1    | Sanya Richards-Ross     | Stany Zjednoczone | 22,30 | Q     |
| 2    | Shelly-Ann Fraser-Pryce | Jamajka           | 22,34 | Q     |
| 3    | Aleksandra Fiedoriwa    | Rosja             | 22,65 |       |
| 4    | Chrystyna Stuj          | Ukraina           | 22,76 |       |
| 5    | Kai Selvon              | Trynidad i Tobago | 23,04 |       |
| 6    | Abi Oyepitan            | Wielka Brytania   | 23,14 |       |
| 7    | Crystal Emmanuel        | Kanada            | 23,28 |       |
| 8    | Janelle Redhead         | Grenada           | 23,51 |       |

### Finał
| Poz. | Zawodniczka             | Narodowość               | Czas  | Uwagi |
| ---- | ----------------------- | ------------------------ | ----- | ----- |
|      | Allyson Felix           | Stany Zjednoczone        | 21,88 |       |
|      | Shelly-Ann Fraser-Pryce | Jamajka                  | 22,09 | PB    |
|      | Carmelita Jeter         | Stany Zjednoczone        | 22,14 |       |
| 4    | Veronica Campbell-Brown | Jamajka                  | 22,38 |       |
| 5    | Sanya Richards-Ross     | Stany Zjednoczone        | 22,39 |       |
| 6    | Murielle Ahouré         | Wybrzeże Kości Słoniowej | 22,57 |       |
| 7    | Myriam Soumaré          | Francja                  | 22,63 |       |
| 8    | Semoy Hackett           | Trynidad i Tobago        | 22,87 |       |